# Nachtmanderscheid
Nachtmanderscheid (luxembourgeois : Nuechtmanescht) est une section de la commune luxembourgeoise de Putscheid située dans le canton de Vianden.